# شاهزاده تاریکی
شاهزاده تاریکی (انگلیسی: Prince of Darkness) فیلمی در ژانر ترسناک و فانتزی به کارگردانی جان کارپنتر است که در سال ۱۹۸۷ منتشر شد. از بازیگران آن می‌توان به دونالد پلیسنس، ویکتور وانگ، لیسا بلونت و آلیس کوپر اشاره کرد.

## خلاصه فیلم
یک تیم تحقیقاتی سیلندری اسرارآمیز در یک کلیسای متروک پیدا می‌کنند.اگر آن‌ها سیلندر را باز کنند ممکن است به معنای پایان دنیا باشد ...